# Grândola
Grândola es un municipio portugués del Distrito de Setúbal, en la región del Alentejo y comunidad intermunicipal del Alentejo Litoral, con cerca de 13 823 habitantes (2021), una superficie de 805 km² y una densidad de población de 19 hab/km². Fue fundada en 1544. Su gentilicio es Grandolense. Está subdividida en 4 freguesias. 
El municipio limita al norte con el municipio de Alcácer do Sal, al este con Ferreira do Alentejo, al sur con Santiago do Cacém, al oeste tiene la costa del océano Atlántico y al noroeste el Estuario del Sado lo separa del municipio de Setúbal.
Su fiesta se celebra el 22 de octubre en honor a su patrona Nuestra Señora de la Peña.

## Demografía
| Gráfica de evolución demográfica de Grândola entre 1849 y 2021 |
|                                                                |
| Datos según el nomenclátor publicado por el INE portugués.     |

## Freguesias
Las freguesias de Grândola son las siguientes:
- Azinheira dos Barros e São Mamede do Sádão
- Carvalhal
- Grândola e Santa Margarida da Serra
- Melides

## Cultura

### "Grândola, Vila Morena"
José Afonso compuso la canción "Grândola, vila morena" en homenaje a la "Sociedad Musical Fraternidad Operaria Grandolense". Esta canción se hizo famosa al ser escogida como señal para la revolución del 25 de abril en Portugal. Hubo dos señales. La primera, a las 23 h., fue la canción "E Depois do Adeus" (Y después del adiós), de Paulo de Carvalho. Grándola, que fue la segunda, fue emitida en el programa "Límite" de Radio Renascença a las 0.20h del día 25. Fue la señal para el arranque de las tropas de Lisboa y la confirmación de que la revolución ganaba terreno.

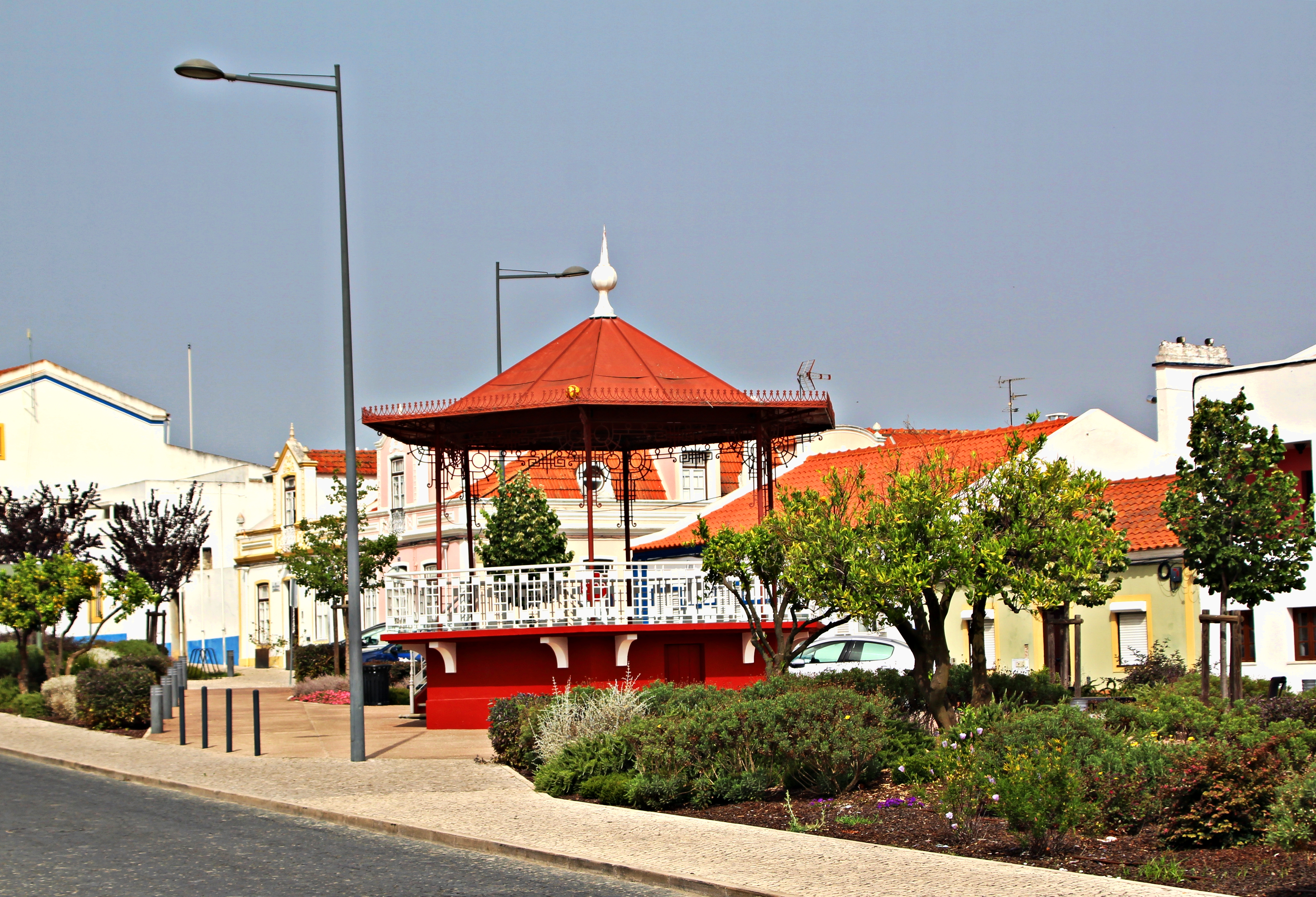
Plaza del Ayuntamiento

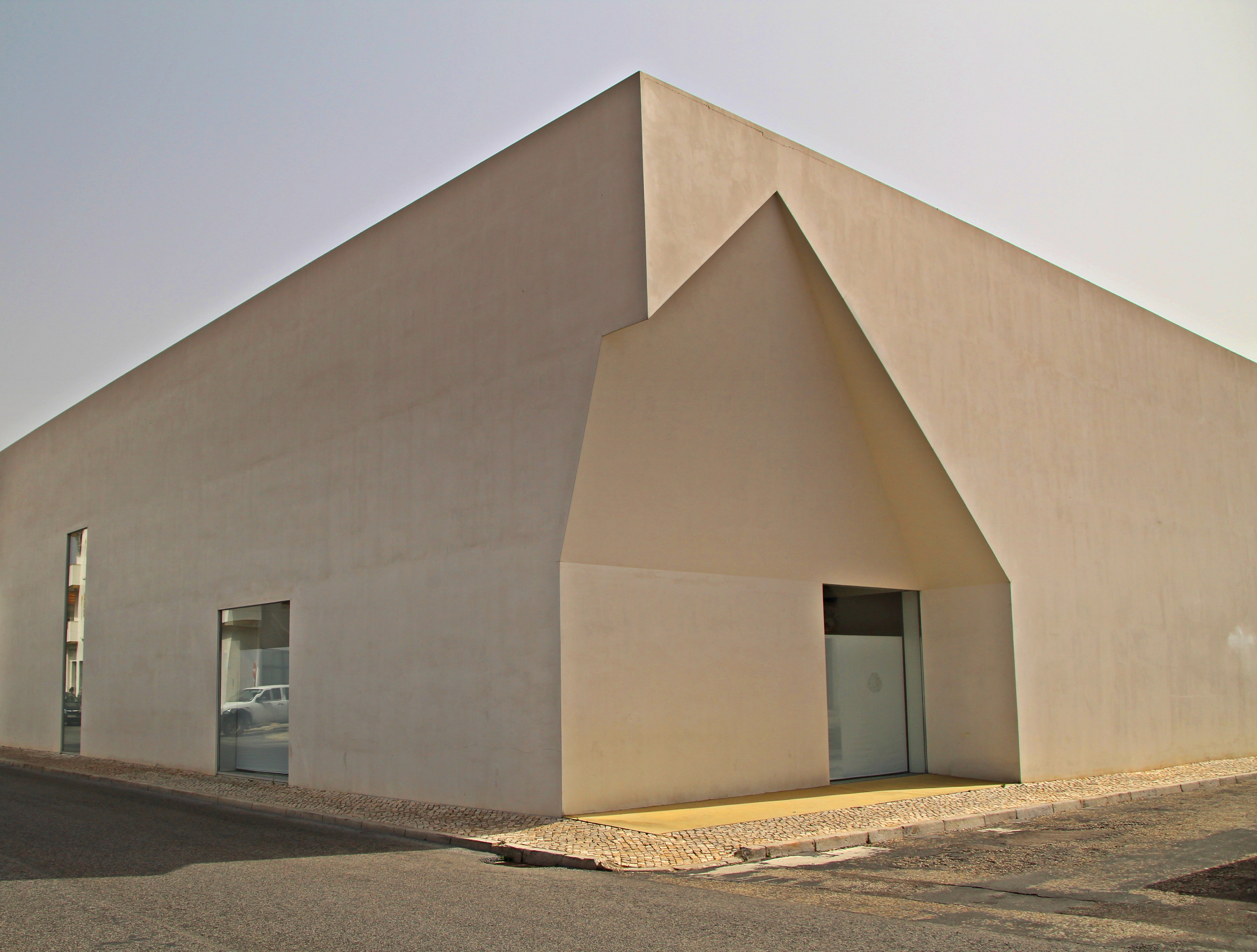
Centro comunitario